# غوستافو فاسكيز مونتيس
غوستافو فاسكيز مونتيس هو سياسي مكسيكي، ولد في 16 أغسطس 1962 في مدينة كوليما في المكسيك، وتوفي في 24 فبراير 2005 في Tzitzio ‏ في المكسيك. نشط حزبياً في الحزب الثوري المؤسساتي. وقد انتخب Governor of Colima ‏.